# Agarodes alabamensis
Agarodes alabamensis is een schietmot uit de familie Sericostomatidae. De soort komt voor in het Nearctisch gebied.